# Ciento diecisiete
El ciento diecisiete (117) es el número natural que sigue al 116 y precede al 118.

## En matemáticas
- El 117 es un número compuesto, que tiene los siguientes factores propios: 1, 3, 9, 13 y 39. Como la suma de sus factores es 65 < 117, se trata de un número defectivo.
- Además, es un número pentagonal[1] (el noveno que cumple dicha propiedad).
- Es un número de Harshad y un número de Moran.[2]

## En ciencia
- El 117 es el número atómico del teneso.
- El Objeto 117 del NGC (Nuevo Catálogo General), es una galaxia espiral de magnitud 15 en la constelación de Cetus.

## En otros campos
- En Italia es sustituto del número 17, que se considera de mala suerte. Cuando Renault exportó el R17 a Italia, pasó a llamarse R117.[3]
- Es el número para llamar a la Guardia di Finanza, policía judicial italiana.
- El número de teléfono de emergencia contra incendios en Portugal
- El número de teléfono de emergencia de la policía en Suiza
- El número que representa al jefe maestro en la saga halo